# Limnobdella profundisulcata
Limnobdella profundisulcata är en ringmaskart som först beskrevs av Arturo Caballero 1933.  Limnobdella profundisulcata ingår i släktet Limnobdella och familjen käkiglar. Inga underarter finns listade i Catalogue of Life.